# Salamandre foncée
Ambystoma gracile
Espèce
Synonymes
- Siredon gracilis Baird, 1859 "1857"
- Amblystoma paroticum Baird, 1868 "1867"
- Amblystoma decorticatum Cope, 1886

Statut de conservation UICN

 LC  : Préoccupation mineure
Ambystoma gracile, la Salamandre foncée, est une espèce d'urodèles de la famille des Ambystomatidae.

## Répartition

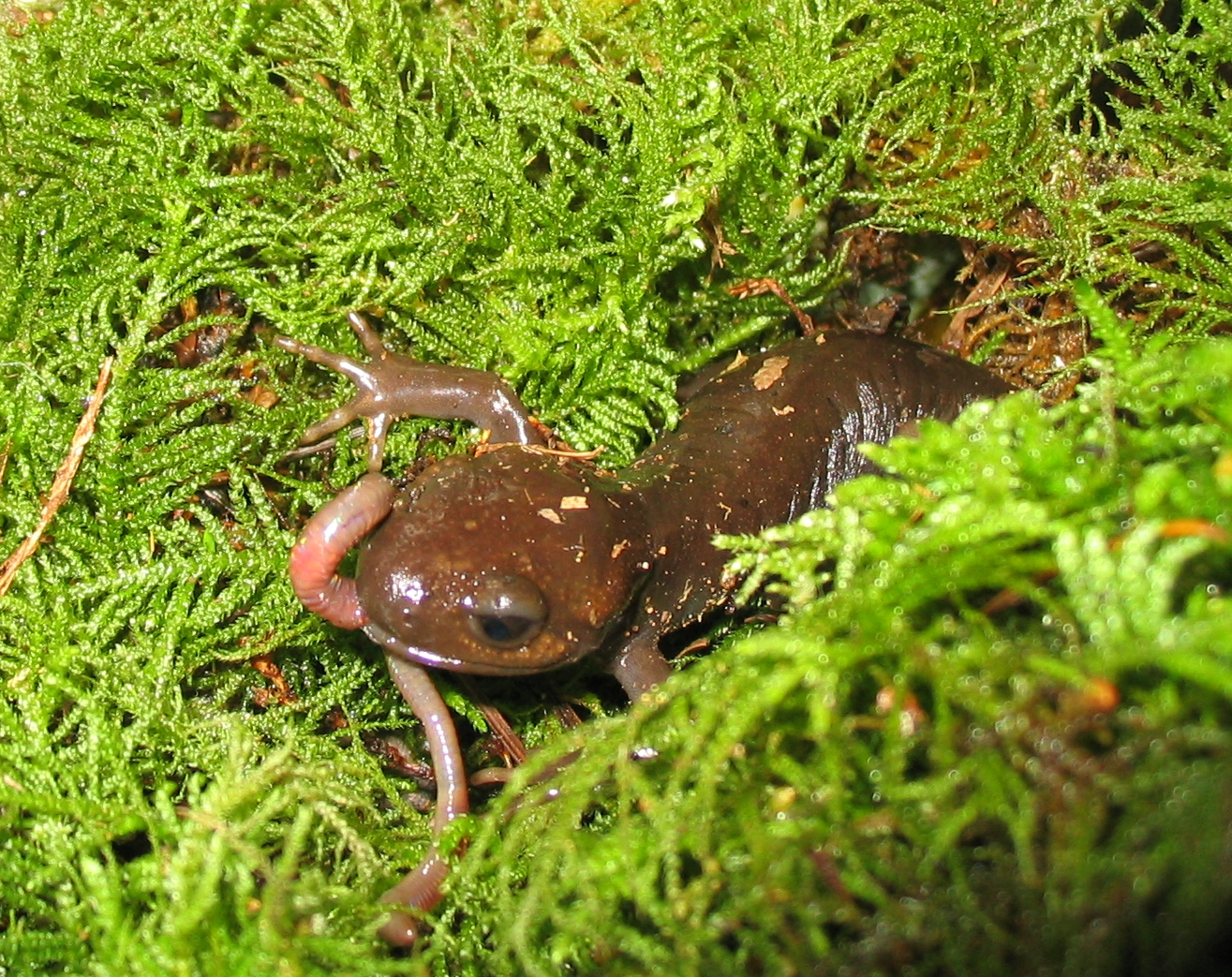
Ambystoma gracile

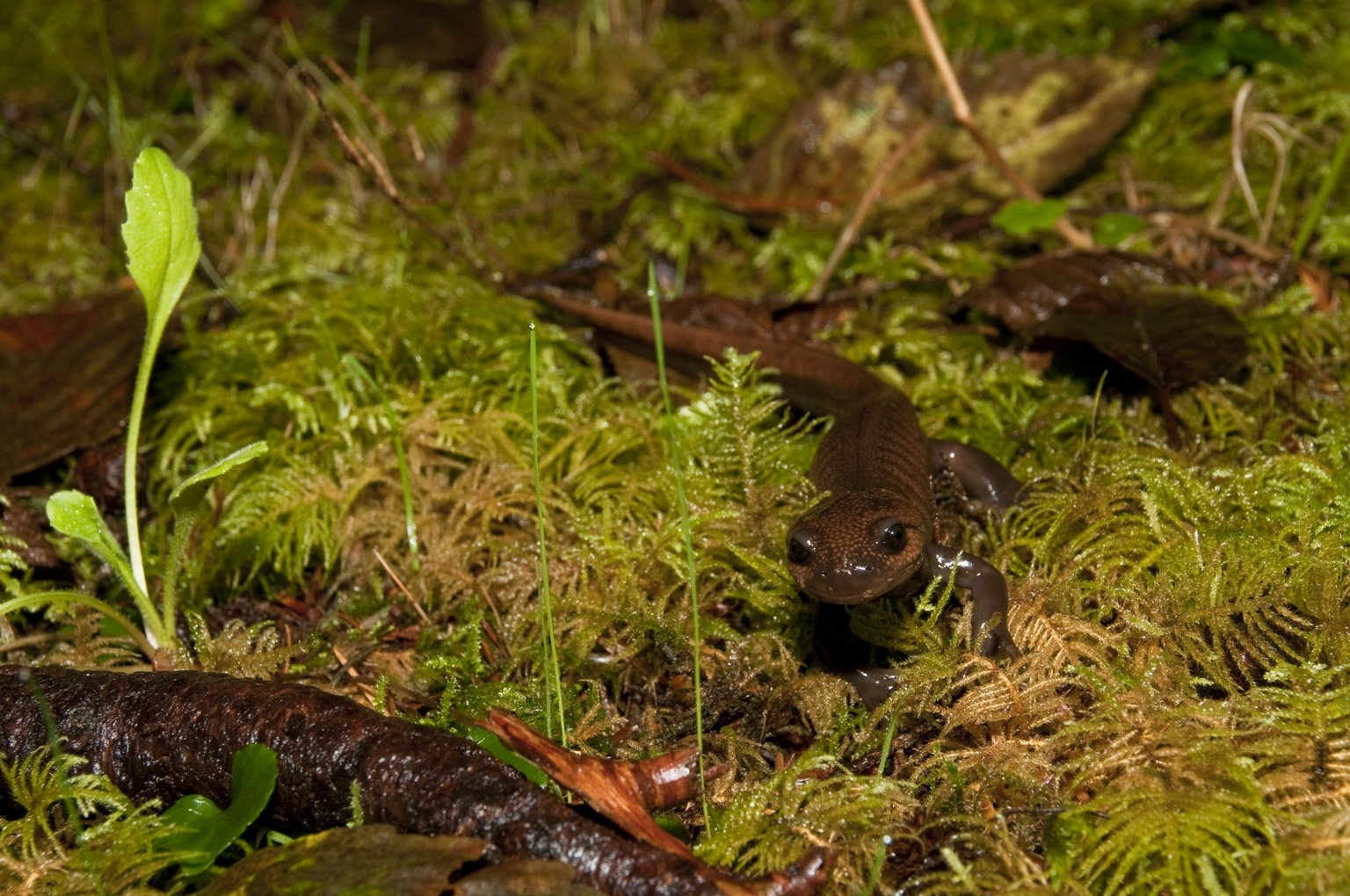
Ambystoma gracile

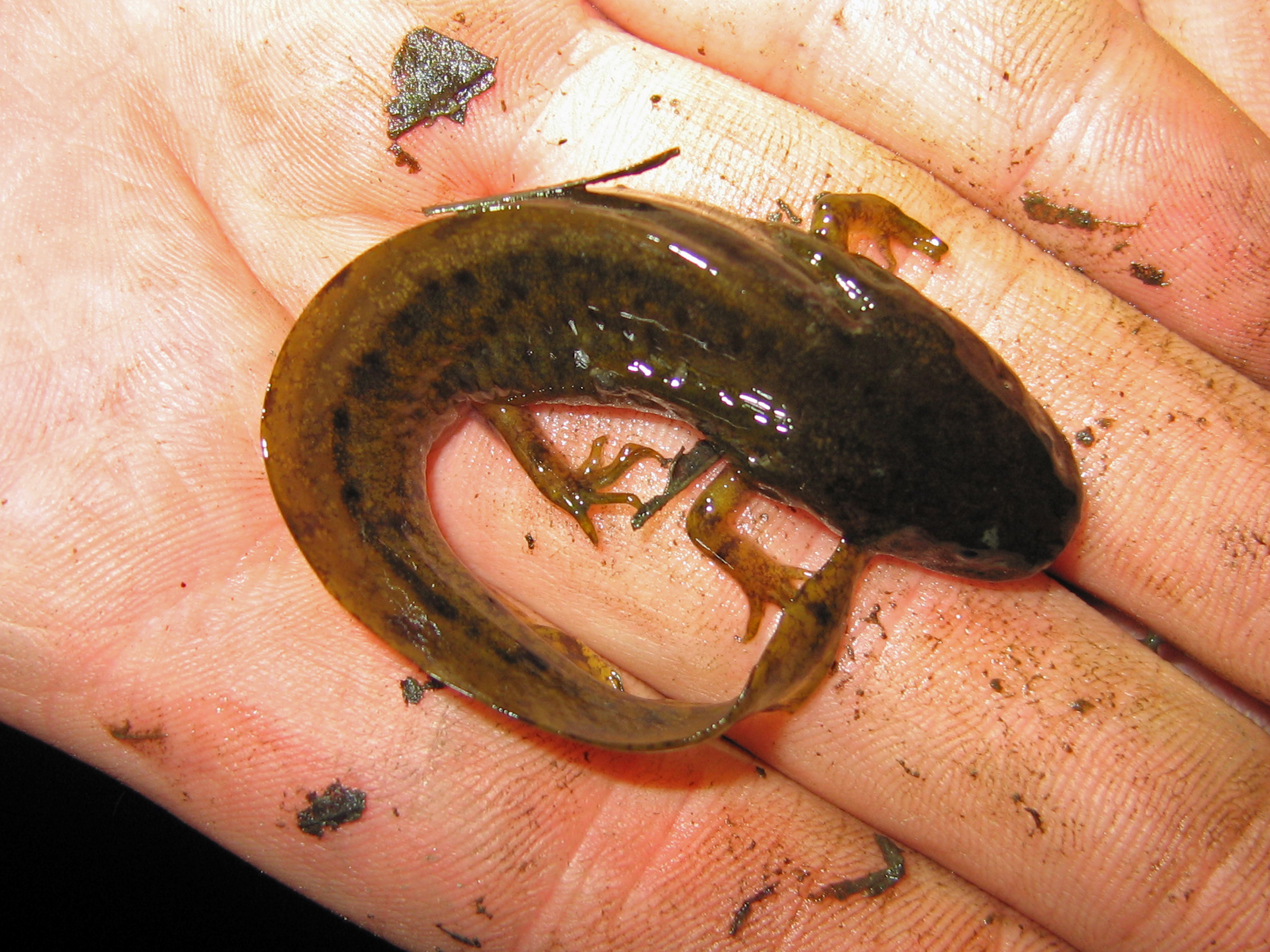
Ambystoma gracile juvénile

Cette espèce  se rencontre sur la côte Pacifique de l'Amérique du Nord jusqu'à 3 110 m d'altitude :
- au Canada dans l'ouest de la Colombie-Britannique ;
- dans l'ouest des États-Unis dans l'extrême Sud-Est de l'Alaska, dans l'ouest du Washington, dans l'ouest de l'Oregon et dans le nord-ouest de la Californie.

## Description
Les adultes métamorphosés sont terrestres et mesurent de 14 à 22 mm en longueur totale[Information douteuse] et les adultes néoténiques sont aquatiques et mesurent de 13 à 26 mm.

## Publication originale
- Baird, 1859 "1857"  : Reports of explorations and surveys, to ascertain the most practicable and economical route for a railroad from the Mississippi River to the Pacific Ocean. Made under the direction of the secretary of war, in 1853-6, Washington, D.C., vol. 10, no 4, p. 9-13 (texte intégral).